# Anton Moravčík
Anton Moravčík (3. června 1931 Komárno – 12. prosince 1996 Bratislava) byl slovenský fotbalista, československý reprezentant, držitel bronzové medaile z Mistrovství Evropy ve fotbale 1960 a účastník mistrovství světa 1958 (byť na šampionátu nenastoupil).

## Kariéra
Začal hrát za místní Spartak Komárno. Uplatnil se především jako střelec a vždy nastupoval v útoku.
V reprezentaci nastoupil poprvé 11. května 1952 proti Rumunsku jako hráč Slovanu Žilina. Vojenskou prezenční službu strávil v ÚDA Praha. V té době několikrát reprezentoval. Největších úspěchů a nejstálejší formy dosáhl při dalším působení ve Slovanu Bratislava. Za Slovan sehrál do roku 1956 do jara 1964 177 ligových zápasů a vstřelil 73 gólů. Jeho předností byla rychlost, výborná technika v pohybu a pohotová střela. V letech úspěchů československého reprezentačního mužstva pod vedením trenérů Rýgra a Kolského byl často jediným slovenským hráčem v reprezentaci. Nastřílel celkem 109 ligových gólů a je členem Klubu ligových kanonýrů.
Za československou reprezentaci odehrál 25 zápasů a vstřelil 10 gólů.